# Choroba Olliera

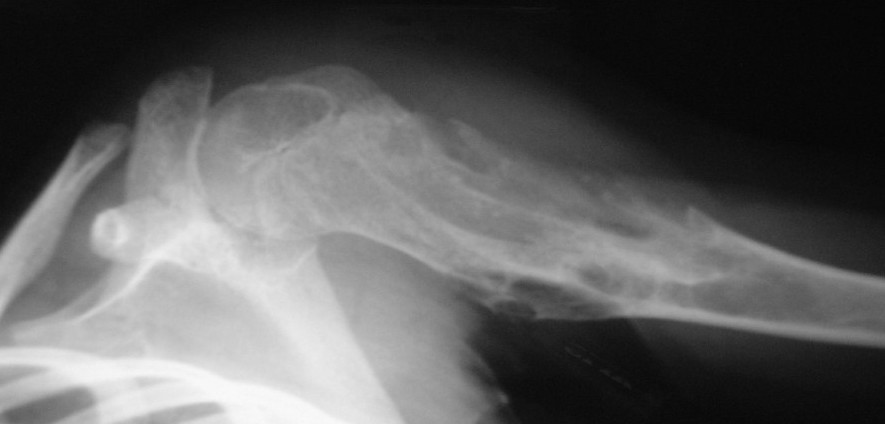
Chrzęstniak proksymalnej części kości ramiennej na zdjęciu radiologicznym u 7-letniej dziewczynki ze zdiagnozowaną chorobą Olliera

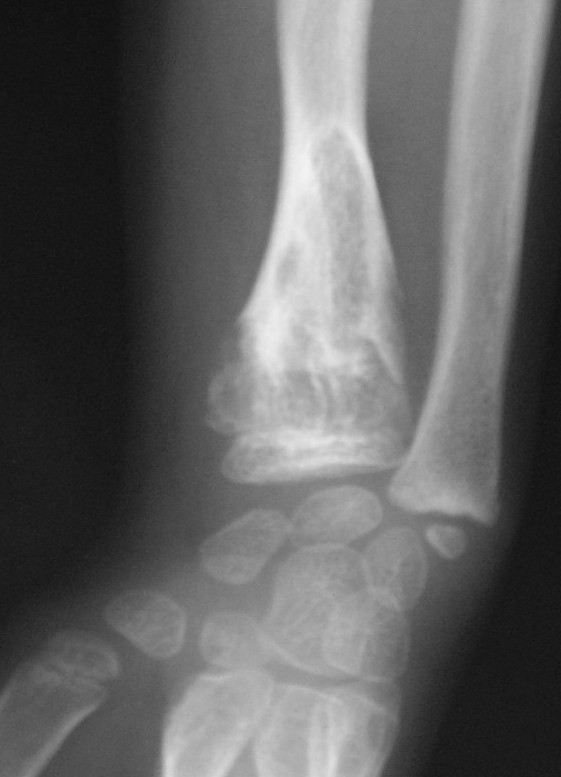
Guzy o charakterze chrzęstniaków w dystalnej części kości promieniowej u tej samej pacjentki

Choroba Olliera (chrzęstniakowatość śródkostna, enchondromatoza, ang. Ollier disease, enchondromatosis, Ollier type) – choroba, w której rozwijają się liczne guzy o charakterze chrzęstniaków. Chrzęstniaki rozwijają się przede wszystkim w sąsiedztwie chrząstki wzrostowej kości długich. Częstość choroby Olliera ocenia się na 1:100 000. Objawy choroby ujawniają się zwykle w pierwszej dekadzie życia. Zmiany rozmieszczone są asymetrycznie i są bardzo zmienne względem kształtu, rozmiarów i liczby. Zmienne są również rokowanie i przebieg choroby. Powikłania choroby obejmują deformacje szkieletowe, nierównomierny wzrost kości długich i nowotwór złośliwy kości, mogący się rozwijać na podłożu chrzęstniaka, chrzęstniakomięsak (chondrosarcoma). Stan, w którym licznym chrzęstniakom towarzyszą zmiany typu naczyniaków tkanek miękkich określa się jako zespół Maffucciego. Obydwa schorzenia, choroba Olliera i zespół Maffucciego, występują sporadycznie, a nie rodzinnie. Nie jest jasne czy choroby wywołują mutacje w pojedynczych genach czy jest to wyraz kombinacji mutacji germinalnych i (lub) somatycznych. W jednej pracy stwierdzono związek choroby z mutacjami w genie PTHR1 kodującym receptor PTH/PTHrP typu 1, ale w innym badaniu na dużej grupie pacjentów nie stwierdzono związku choroby z mutacjami w tym genie. Rozpoznanie opiera się na badaniu klinicznym i standardowych zdjęciach radiologicznych. Badanie histologiczne wymagane jest gdy podejrzewa się transformację złośliwą guza. Nie ma możliwości leczenia przyczynowego choroby. Metody chirurgiczne wskazane są w przypadku powikłań (patologicznych złamań, nieprawidłowego wzrostu, transformacji złośliwej). Chorobę opisał w 1890 roku francuski chirurg Louis Xavier Édouard Léopold Ollier. Włoski patolog Angelo Maffucci opisał współwystępowanie chrzęstniaków i naczyniaków w 1881 roku.